# خودروی توربینی کرایسلر
خودروی توربینی کرایسلر (انگلیسی: Chrysler Turbine Car) خودرویی است که نیروی خود را از یک توربین گازی می‌گیرد و از سال ۱۹۶۳ تا ۱۹۶۴ توسط شرکت خودروسازی کرایسلر تولید می‌شد. بدنهٔ این خودرو توسط استودیو طراحی ایتالیایی گیا طراحی شد و کرایسلر مونتاژ آن را در دیترویت به انجام رساند. برنامهٔ موتورهای توربینی کرایسلر، که به ساخت خودروی توربینی انجامید، در اواخر دههٔ ۱۹۳۰ آغاز شد؛ طی این برنامه چندین پیش‌نمونه ساخته‌شد که در دههٔ ۱۹۵۰ و اوایل دههٔ ۱۹۶۰ موفق به تکمیل سفرهای متعدد با مسافت زیاد شدند.
موتورهای آ-۸۳۱ که نیروی خودروی توربینی را تأمین می‌کردند، در مقایسه با موتورهای مرسوم پیستونی دارای قابلیت کار کردن با سوخت‌های مختلف و نیازمند به نگهداری و رسیدگی کمتر بودند و عمر آن‌ها نیز نسبت موتورهای پیستونی بیشتر بود؛ با این حال هزینهٔ ساخت این موتورها نسبت به انواع پیستونی بیشتر بود. در مجموع ۵۵ دستگاه از این خودرو ساخته‌شد: پنج دستگاه پیش‌نمونه و تعداد محدود ۵۰ دستگاه در قالب یک برنامهٔ عمومی کاربری. طرح کلی این خودرو توسط الوود انگل و استودیوی طراحی کرایسلر خلق شد. خودروی توربینی که یک خودروی دو-در کوپه با سقف سخت بود، دارای تجهیزاتی همچون ترمزها هیدرولیکی، فرمان خودکار، و یک جعبه‌دندهٔ تورک‌فلایت بود، و بدنهٔ آن با یک رنگ متالیک مشابه رنگ آبجوی روت، که با نام «برنزی توربینی» شناخته می‌شد، رنگ‌آمیزی شده‌بود.
پس از آزمایش‌ها، کرایسلر از اکتبر ۱۹۶۳ تا ژانویه ۱۹۶۶ برنامه‌ای را برای کاربران راه‌اندازی کرد که طی آن ۲۰۳ راننده در ۱۳۳ شهر مختلف در سطح ایالات متحده به رانندگی با این خودرو پرداختند و روی هم رفته مسافت بیش از ۱٫۶ میلیون کیلومتر (یک میلیون مایل) را طی کردند. این برنامه به شرکت کرایسلر کمک کرد تا مشکلات این خودروها، و به‌خصوص مشکلات روند پیچیدهٔ شروع به کار موتور آن‌ها، شتاب‌گیری نسبتاً ضعیف، مصرف سوخت بالاتر از میانگین معمول و صدای خروجی زیاد را دریابد. علاوه بر این، تجربیات بدست آمده در این برنامه، مزایای کلیدی موتورهای توربینی، شامل دوام قابل توجه، نیاز نسبتاً کم به نگهداری، و عملکرد نرم آن‌ها را نمایان کرد.
پس از اتمام برنامهٔ کاربری در سال ۱۹۶۶، کرایسلر تمامی خودروها را بازپس گرفت و به‌جز نه دستگاه آن‌ها، باقی خودروها را نابود کرد؛ دو دستگاه از آن‌ها را شرکت کرایسلر نزد خود نگه داشت، پنج دستگاه در موزه‌های ایالات متحده در معرض نمایش هستند، و دو دستگاه دیگر نیز در مجموعه‌های خصوصی نگهداری می‌شوند. برنامهٔ موتور توربینی کرایسلر در نهایت در سال ۱۹۷۹ پایان یافت. اتمام این برنامه به‌طور عمده به‌دلیل عدم موفقیت این موتورها در تطابق با قوانین دولتی آلاینده‌ها و مصرف سوخت نسبتاً زیاد بود. توقف این برنامه توسط کرایسلر پیش‌شرطی بود برای دریافت یک وام دولتی در سال ۱۹۷۹.

## پیش‌زمینه
کرایسلر پژوهش‌های خود در زمینهٔ موتورهای توربینی را در اواخر دههٔ ۱۹۳۰، و عمدتاً به رهبری مهندس اجرایی، جورج هیوبنر، برای کاربرد این موتورها در هوانوردی آغاز کرد. پس از جنگ جهانی دوم، هیوبنر عضوی از گروهی از مهندسان بود که شروع به بررسی ایدهٔ تأمین نیروی یک خودرو با استفاده از یک توربین کردند. دیگر اعضای تیم تحقیقات پنهانی کرایسلر که بر روی توربین‌هایی برای اتومبیل‌ها کار می‌کردند، شامل مهندسان سابق، باد مان و سم بی. ویلیامز می‌شدند. این ایده آن‌ها را شیفتهٔ خود کرده‌بود؛ چرا که در مقایسه با همتایان پیستونی خود دارای قطعات متحرک کمتری بودند و همچنین می‌توانستند با انواع مختلفی از سوخت کار کنند. به گفتهٔ تاریخ‌نگار چارلز کی. هاید، کرایسلر در اواسط دههٔ ۱۹۵۰ «معیارهای تحقیق پیرامون توربین‌های گازی را مشخص کرد». (اگرچه جنرال موتورز و روور نیز پس از جنگ جهانی دوم خودروهای توربینی قابل استفاده‌ای ساخته‌بودند)
پس از بهبود طراحی توربین، بویژه به‌وسیلهٔ مهندسی یک تقویت‌کننده جهت حل مشکلی که در تبدیل گرما وجود داشت، تیم کرایسلر یک توربین را بر روی یک خودروی پلیموث بلویدیر مدل سال ۱۹۵۴ نصب کردند. گرم کردن، خنک کردن، آلاینده‌ها و گازهای خروجی از جمله چالش‌های اصلی مهندسی بودند که پیش روی موتور توربینی قرار داشتند. کرایسلر خودروی بلویدیر مجهز به توربین را آزمایش کرد و اعلام کرد که موتور توربینی این خودرو در مقایسه با موتورهای پیستونیِ قابل مقایسه و مرسوم دارای ۲۰ درصد قطعات کمتری بوده و به از ۹۱ کیلوگرم (۲۰۰ پوند) وزن کمتر برخوردار است. در ۱۶ ژوئن ۱۹۵۴، شرکت کرایسلر خودروی بلویدیر مجهز به توربین را در مقابل بیش از ۵۰۰ خبرنگار در محل آزمون کرایسلر واقع در چلسی، میشیگان به‌صورت عمومی رونمایی کرد.
کرایسلر خودروی توربینی بعدی خود که یک پلیموث ۱۹۵۶ بود را در ۲۳ مارس ۱۹۵۶ رونمایی کرد؛ هیوبنر طی یک سفر چهار روزه از شهر نیویورک تا لس آنجلس، مسافت ۴٬۸۶۰ کیلومتر (۳٬۰۲۰ مایل) را با این خودرو رانندگی کرد. با وجود اینکه یک کاروان ۱۴ نفره متشکل از چندین مکانیک به‌همراه سوخت و قطعات یدکی این خودرو را در طول این سفر همراهی می‌کردند، این خودرو تنها دو بار در طول این سفر به تعمیرات جزئی نیاز پیدا کرد (که هیچ‌یک از آن‌ها مرتبط با موتور خودرو نبودند). موفقیت این سفر ساحل به ساحل کرایسلر را بر آن داشت که ابعاد برنامهٔ موتورهای توربینی خود را دو برابر کرده و محل برپایی این پروژه را از هایلندپارک، میشیگان به مرکز بزرگتری واقع در جادهٔ گرینفیلد در دیترویت منتقل کند.
در سال ۱۹۵۷ چندین ثبت اختراع بواسطهٔ این برنامه انجام گرفت که بخش بزرگی از آن‌ها بخاطر مشارکت‌های متالورژیست امدی روی و جیووانی ساونوتزی، یکی از مهندسین پروژه بود. تکرار بعدی موتور توربینی کرایسلر (موتور نسل دوم) بر روی یک پلیموث ۱۹۵۹ نصب شد که در سفری از دیترویت به وودبریج، نیوجرسی به میانگین مصرف سوخت ۱۲٫۱ لیتر بر ۱۰۰ کیلومتر (۱۹٫۴ مایل بر گالون آمریکایی) دست یافت. این شعاع حرکتی در مقایسه با توربین نسل نخست با مصرف سوخت ۱۸ لیتر بر ۱۰۰ کیلومتر (۱۳ مایل بر گالون آمریکایی) که در سفر پیشین از نیویورک به لس آنجلس ثبت شده‌بود، به‌طرز قابل توجهی بهبود یافته‌بود.
پس از آنکه در سال ۱۹۶۱ لین تاونسند، حسابدار سابق شرکت کرایسلر به‌عنوان رئیس این شرکت منصوب شد، کرایسلر نسل بعدی و سوم موتور توربینی خود را در ۲۸ فوریه رونمایی کرد؛ سی‌آر۲ای نخستین موتور توربینی کرایسلر بود که یک نام رسمی برای آن برگزیده شد. موتور سی‌آر۲ای، بر خلاف پیشینیان آزمایشی‌تر خود، با در نظر گرفتن هزینه‌ها و شیوه‌های تولید طراحی شده‌بود. در مهٔ ۱۹۶۰، در حالی که این موتور تحت توسعه بود، هیوبنر گفت که این موتور توربینی خودش به‌عنوان مبدل گشتاور خود عمل خواهد کرد، توانایی تولید ۱۴۰ اسب بخار (۱۰۴ کیلووات) نیرو را خواهد داشت، تأخیر در شتاب‌گیری آن معادل ۱٫۵ ثانیه (در مقایسه با ۹٫۰ ثانیه برای نسل پیشین) بوده و وزن آن نیز ۲۰۰ کیلوگرم (۴۵۰ پوند) خواهد بود که نسبت به موتورهای پیستونی با اندازهٔ قابل مقایسه، ۷۰ کیلوگرم (۱۵۰ پوند) کمتر است.
توربین‌های نسل سوم بر روی وسایل نقلیهٔ مختلفی نظیر یک وانت ۲٫۵ تنی دوج ۱۹۶۰ و خودروی مفهومی کرایسلر توربوفلایت نصب شدند. توربین‌های سی‌آر۲ای بهبود یافته بر روی یک خودروی دوج دارت ۱۹۶۲ و خودروی پلیموث فیوری نصب شدند؛ خودروی دارت در دسامبر ۱۹۶۱ در سفری از شهر نیویورک به مقصد لس آنجلس رانده شد، و خودروی فیوری نیز در ژانویه ۱۹۶۲ سفری را از لس آنجلس به مقصد سان فرانسیسکو به انجام رساند. هیوبنر پس از آنکه سوار بر خودروی دارت به لس آنجلس رسید، دو ساعت از زمان خود را صرف سواری دادن به خبرنگاران با این خودروی توربینی کرد.
شرکت کرایسلر از فوریه ۱۹۶۲ ناوگان خودروهای توربینی خود را طی سفری به‌دور آمریکای شمالی، اروپا و مکزیک در معرض دید و استفادهٔ عموم گذاشت. در طول این سفر از ۹۰ شهر بازدید شد، ۱۴٬۰۰۰ نفر سوار خودروهای توربینی شدند و میلیون‌ها نفر دیگر نیز این خودروها را مشاهده کردند. برنامهٔ توربین نسل سوم در همان ماه در نمایشگاه خودروی شیکاگو در سال ۱۹۶۲، و همزمان با نمایش ناوگان خودروهای توربینی توسط کرایسلر به پایان رسید. کمی پیش از برگزاری نمایشگاه، کرایسلر اعلام کرد که نسل چهارم موتور توربینی عرضه خواهد شد و قرار است بر روی تعداد محدود ۵۰ تا ۷۵ دستگاه خودرو نصب شده و این خودروها در اواخر سال ۱۹۶۳ به‌صورت رایگان به مردم اجاره داده‌شوند؛ این تصمیم عمدتاً بر اساس واکنش مشتاقانهٔ عمومی نسبت به سفری که پیشتر برای نمایش و استفادهٔ عمومی انجام شده‌بود، اتخاذ شد.

## موتور

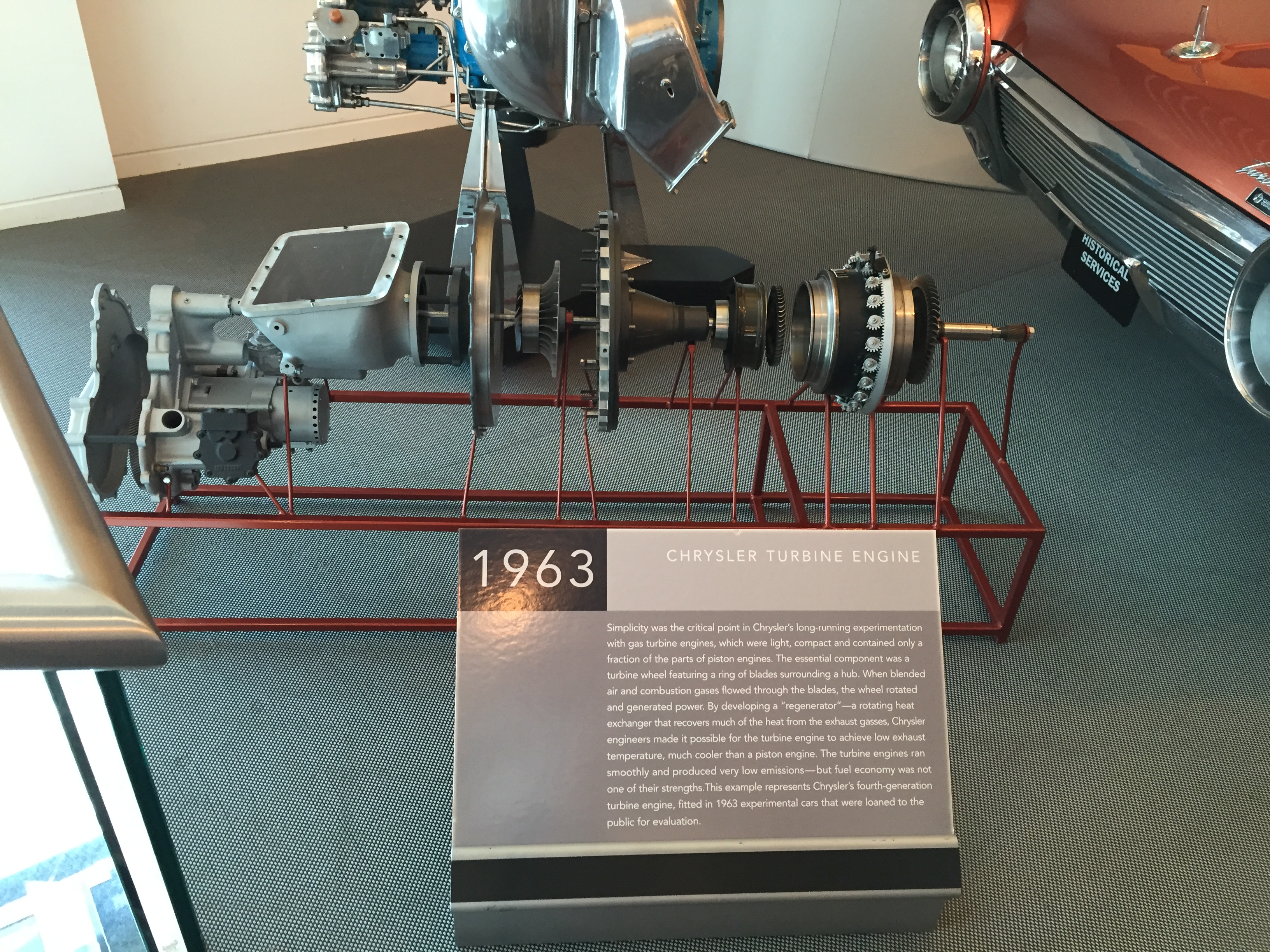
نمای برش خوردهٔ موتور توربینی آ-۸۳۱ در موزهٔ والتر پی. کرایسلر

خودروی توربینی کرایسلر توان خود را از یک موتور آ-۸۳۱، که چهارمین نسل از موتورهای توربینی کرایسلر بود می‌گرفت. برجسته‌ترین تفاوت این موتور با نسخهٔ پیشین یعنی سی‌آر۲ای در بهره‌مندی آن از تقویت‌کننده‌های دوگانه (که یکی از آن‌ها در سمت دیگر گازساز نصب می‌شد)، به جای یک مبدل گرمایی نصب شده بر روی پوشش بالاسر موتور بود. این نحوهٔ طراحی باعث شد که موتور آ-۸۳۱ در مقابل سی‌آر۲ای از ۱۸ کیلوگرم (۴۰ پوند) وزن کمتر برخوردار شده و وزن آن به میزان نسبتاً کم ۱۸۶ کیلوگرم (۴۱۰ پوند) برسد. هیوبنر این توربین را مشابه موتور جت دانست و اشاره کرد که این موتور تنها یک شمع دارد و در مقایسه با موتورهای پیستونی معمول در خودروها از ۸۰٪ قطعات کمتری برخوردار است. این موتورها بواسطهٔ ساختاری که داشتند، از وجود ضدیخ، سامانهٔ خنک‌کننده، رادیاتور، شاتون یا میل‌لنگ بی‌نیاز بودند.
موتور آ-۸۳۱ می‌توانست با سوخت‌های گازوئیل، بنزین بدون سرب، کروزن و سوخت جت جی‌پی-۴ کار کند؛ اما بنزین سرب‌دار به آن صدمه می‌زد. به گفتهٔ کرایسلر این موتور می‌توانست با سوزاندن تنوع زیادی از سوخت‌های غیرمعمول، از نفت کوره و عطر گرفته تا روغن بادام زمینی و روغن سویا کار کند. آدولفو لوپز ماتئوس، رئیس‌جمهور مکزیک، پس از آنکه مهندسین کرایسلر تأیید کردند که این خودرو توانایی آن را دارد که با سوزاندن تکیلا به حرکت درآید، با استفاده از این نوشیدنی به‌عنوان سوخت با این خودرو رانندگی کرد.
این موتور در دور موتور ۳۶٬۰۰۰ دور بر دقیقه قدرتی معادل ۱۳۰ اسب بخار (۹۷ کیلووات) تولید می‌کرد و گشتاور آن به ۵۷۶ نیوتن متر (۴۲۵ پوند-فوت) می‌رسید و سرعت درجا کار کردن آن بین ۱۸٬۰۰۰ تا ۲۲٬۰۰۰ دور بر دقیقه بود. هنگام در جا کار کردن موتور دمای اگزوز از ۸۲ درجه سلسیوس (۱۸۰ درجه فارنهایت) تجاوز نمی‌کرد. در زمان رانندگی با سرعت ۱۹۳ کیلومتر بر ساعت (۱۲۰ مایل بر ساعت)، توربین با حداکثر سرعت دورانی خود معادل ۶۰٬۰۰۰ دور بر دقیقه کار می‌کرد. کمپرسور مورد استفاده در موتور آ-۸۳۱ دارای نسبت فشار ۴:۱ و راندمانی برابر با ۸۰ درصد بود، و محفظهٔ احتراق آن با بازدهی ۹۵ درصد کار می‌کرد.
به‌طور کلی موتورهای توربینی نسبت به موتورهای پیستونی مرسوم نیاز کمتری به نگهداری داشته، از عمر بیشتری برخوردار هستند و روشن کردن آن‌ها در هوای سرد راحت‌تر انجام می‌گیرد؛ موتور توربینی آ-۸۳۱ در دماهای پایین تا −۲۹ درجه سلسیوس (−۲۰ درجه فارنهایت) به‌درستی شروع به کار می‌کرد. اولین خودروی که به موتور توربینی آ-۸۳۱ مجهز شد یک خودروی پلیموث فیوری بود. موتور نصب شده بر روی این خودرو توربینی ساخت گیا می‌توانست امکان دستیابی به شتاب ۰ تا ۹۷ کیلومتر بر ساعت (۰ تا ۶۰ مایل بر ساعت) در حدود ۱۲ ثانیه را برای این خودرو فراهم کند. با توجه به مواد اولیهٔ مورد نیاز غیر بومی و آستانهٔ خطاپذیری بسیار محدود و سختگیرانه برای ساخت این موتورها، و شیوهٔ ریخته‌گری دقیقی که در ساخت آن‌ها کاربرد داشت، تولید موتورهای آ-۸۳۱ بسیار هزینه‌بردار بود. کرایسلر هرگز هزینهٔ واقعی ساخت این موتورهای را فاش نکرد.

## طراحی
خودروی توربینی در استودیوهای کرایسلر به رهبری الوود انگل که پیش از منتقل شدن به کرایسلر برای شرکت فورد موتور کار می‌کرد، طراحی شد. به‌خاطر اینکه این خودرو به خودروی فورد تاندربرد، که توسط انگل طراحی شده‌بود شباهت داشت، در برخی مواقع با نام «انگل‌برد» نیز شناخته می‌شد. به گفتهٔ هیوبنر طرح خودروی توربینی علاوه بر خودروی تاندربرد، برای رقابت با شورلت کوروت در نظر گرفته شده‌بود.
قطعات بدنهٔ این خودرو به‌صورت دست‌ساز توسط استودیوی طراحی ایتالیایی گیا، که چندین خودروی مفهومی دیگر (از جمله یک لیموزین از خودروی ایمپریال و خودروی نورس‌من) نیز برای کرایسلر طراحی کرده‌بود، ساخته می‌شدند.
قطعات بدنهٔ تقریباً کامل‌شدهٔ خودروی توربینی که کار مونتاژ، رنگ‌آمیزی، پیراستن و تودوزی آن‌ها توسط گیا در ایتالیا انجام می‌گرفت، برای مونتاژ نهایی به تأسیسات ساخت توربین کرایسلر واقع در جادهٔ گرینفیلد در دیترویت منتقل می‌شدند؛ این مونتاژ نهایی شامل نصب موتورهای توربینی، جعبه‌دنده‌های تورک‌فلایت، سیم‌کشی‌های برقی، و اجزائی مانند رادیو و بخاری می‌شد. ساخت یک دستگاه از این خودرو می‌توانست از ۵۰٬۰۰۰ تا ۵۵٬۰۰۰ دلار هزینه داشته‌باشد؛ اگر چه کرایسلر هرگز هزینهٔ ساخت هر یک موتور توربینی را فاش نکرد، اما ویرجیل اکسنر جونیور تخمین می‌زند که هزینهٔ ساخت بدنهٔ هر دستگاه خودروی توربینی به‌تنهایی حدود ۲۰٬۰۰۰ دلار بوده‌است.
ساخت پنج دستگاه نخست از این خودرو در اوایل سال ۱۹۶۲ کامل شد و از آن‌ها به‌عنوان پیش‌نمونه برای یافتن و رفع اشکالات استفاده شد؛ هر یک از این پنج خودرو در رنگ بدنه، تجهیزات و لوازم داخلی و مواد تشکیل‌دهندهٔ سقف کمی با سایر خودروها متفاوت بود. نخستین اشکالات کشف شده از این پیش‌نمونه‌ها، شتاب‌گیری کند (که به وزن نسبتاً بالای بدنه‌های دست‌ساز ربط داده‌شد)، و لرزش که در نهایت مشخص شد که بخاطر آج تایرها بوده و بواسطهٔ نرم کار کردن غیرعادی موتور توربینی قابل تشخیص بود.
از اکتبر ۱۹۶۳ تا اکتبر ۱۹۶۴ در مجموع ۵۰ دستگاه یکسان از خودروی توربینی ساخته‌شد. این خودروها همگی از نوع دو در کوپه با سقف سخت بوده و از ترمز هیدورلیکی از نوع هوا بر روی روغن و فرمان خودکار بهره‌مند بودند. این خودروهای از تعلیق جلوی مستقل با یک فنر مارپیچ برای هر چرخ در جلو برخوردار بودند که این سیستم تعلیق با سیستم مستقل میله پیچشی طولی در جلو، که در آن زمان جزو سیستم‌های استاندارد کرایسلر بود، متفاوت بودند (اگرچه در سیستم تعلیق عقب از فنرهای شمشی تولید انبوه استفاده شده‌بود). هر چهار چرخ این خودروها به ترمزهای کاسه‌ای با سیستم کمکی هیدرولیکی مجهز بودند.

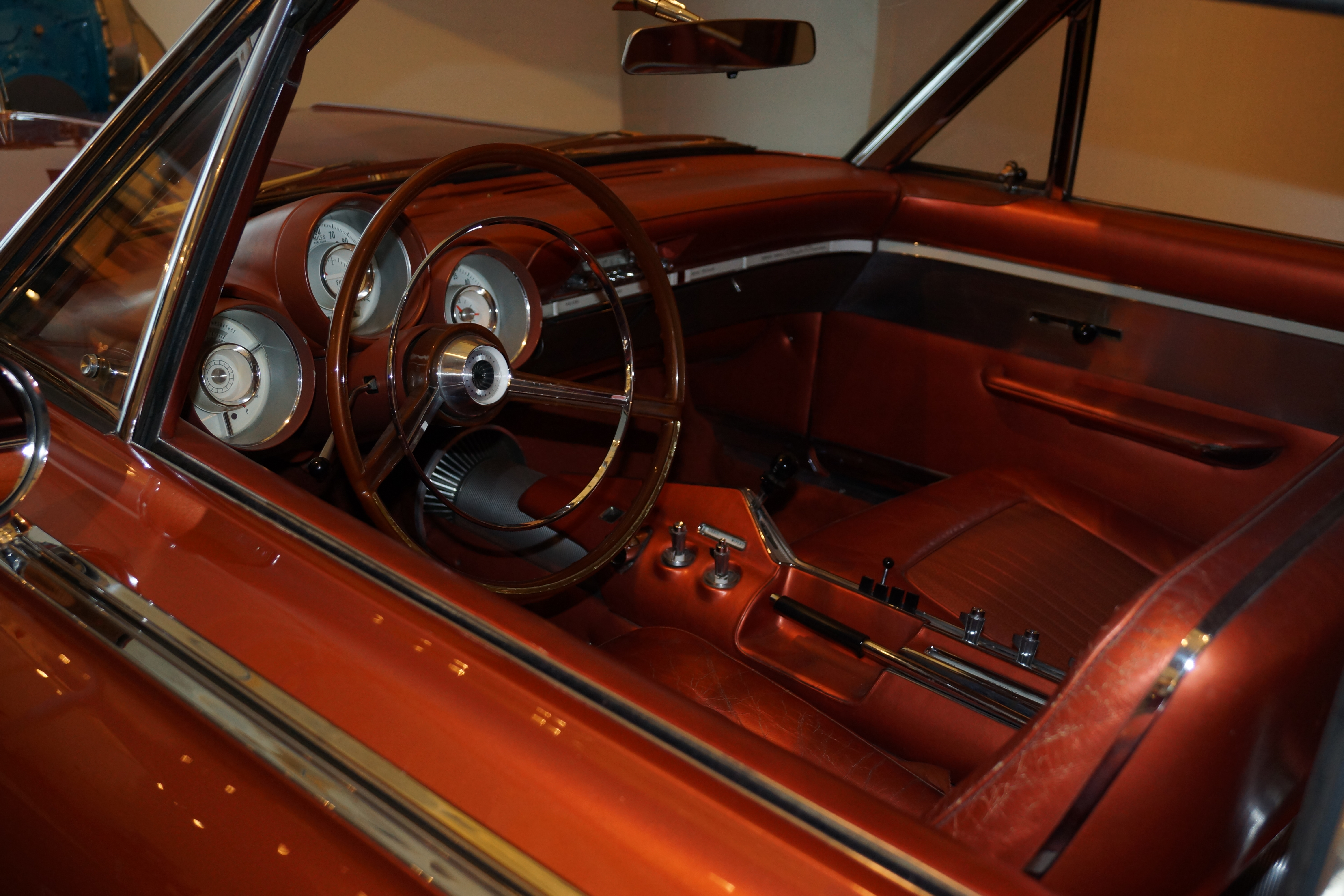
فضای داخلی خودروی توربینی

بدنهٔ این خودرو با یک رنگ متالیک مشابه رنگ آبجوی روت، که با نام «برنزی توربینی» شناخته می‌شود، رنگ‌آمیزی شده‌است. چراغ‌های جلو، چراغ‌های عقب عمیق و فرورفته، چراغ‌های راهنما و چراغ‌های دنده‌عقب غلاف‌شکل در طوقه‌هایی از جنس کروم جای گرفته‌اند. سبک طراحی الهام‌گرفته از توربین به طراحی کنسول میانی در فضای داخلی خودرو نیز رسیده‌است. در فضای داخلی از تودوزی چرمی به رنگ برنزی، کف‌پوش‌های پرزدار برنزی رنگ و تزئینات داخلی از جنس آلومینیوم صیقل‌خورده استفاده شده‌است. تمام خودروهای توربینی دارای سقف سخت از جنس وینیل، صندلی‌های یک‌نفره با پوشش چرم و تایرهای دور سفید هستند.
در داشبورد خودروی توربینی سه درجهٔ بزرگ قرار دارد: یک سرعت‌سنج، یک دورسنج موتور و یک حرارت‌سنج که وظیفهٔ نمایش دمای دهانهٔ توربین (پرحرارت‌ترین بخش موتور) را بر عهده دارد. بیشتر فضای داخلی این خودرو از ظاهری معمولی برخوردار است، اگرچه دورسنج و حرارت‌سنج در مقایسه با خودروهای مجهز به موتورهای پیستونی، با ارقام بسیار بالاتری درجه‌بندی شده‌اند: به ترتیب ۴۶٬۰۰۰ دور بر دقیقه و ۹۳۰ درجه سلسیوس (۱٬۷۰۰ درجه فارنهایت). تمام خودروهای توربینی دارای سوئیچ‌های یکسان با یکدیگر بودند.

## برنامه کاربری

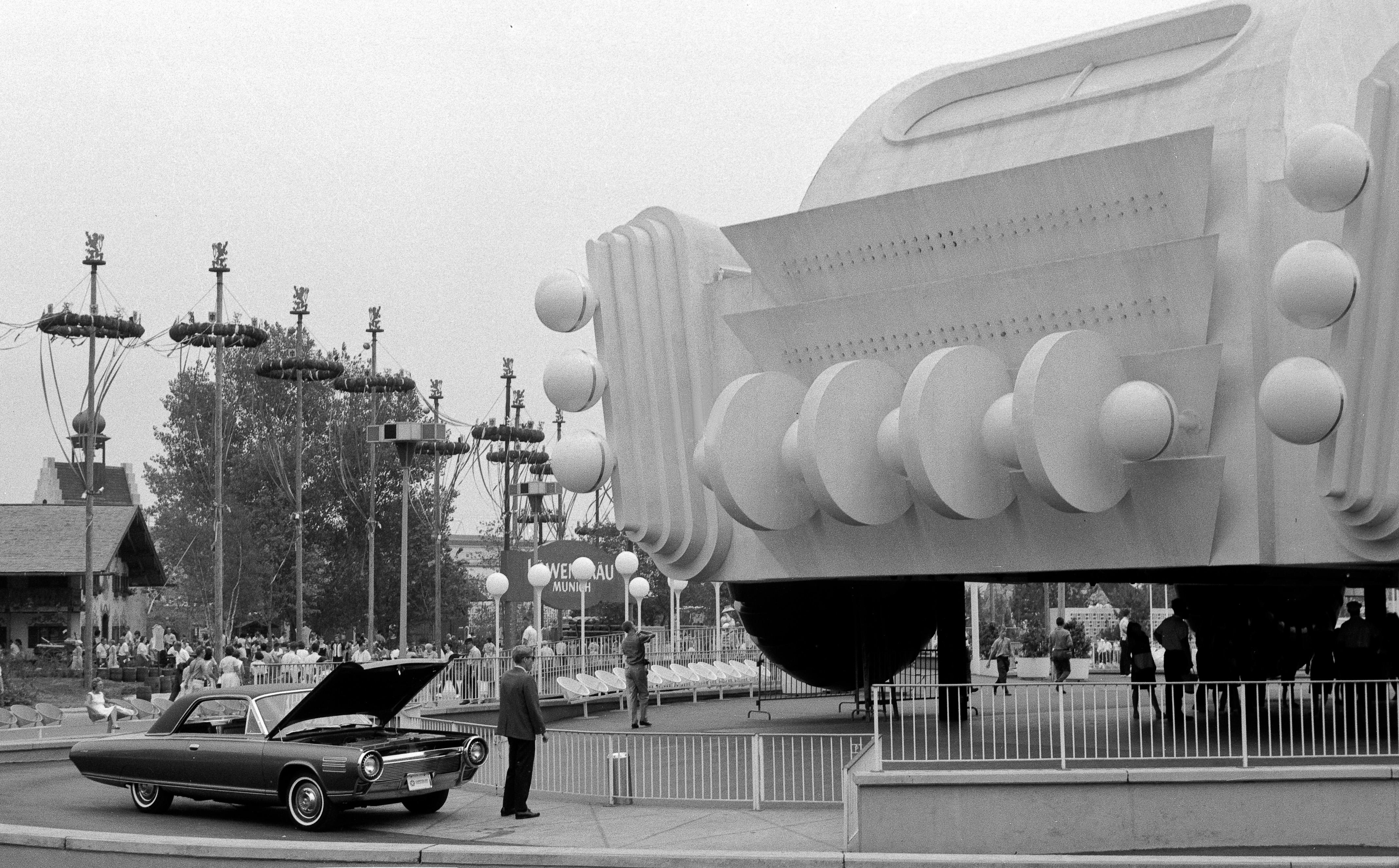
خودروی توربینی کرایسلر در نمایشگاه جهانی نیویورک ۱۹۶۴

دو دستگاه از خودروهای توربینی برای سوار کردن بازدیدکنندگان در نمایشگاه جهانی نیویورک ۱۹۶۴، و یک دستگاه دیگر برای یک تور جهانی استفاده شدند. ۵۰ دستگاه از این خودرو نیز به‌عنوان بخشی از یک برنامهٔ کاربری به عموم مردم اجاره داده‌شدند. خودروها برای یک دورهٔ سه‌ماهه در اختیار رانندگان قرار می‌گرفت، و به‌جز هزینهٔ سوخت، مبلغ دیگری از آن‌ها دریافت نمی‌شد. شرکت‌کنندگان در این برنامه در دو هفتهٔ پس از برگرداندن خودروهای خود مصاحبهٔ مفصلی با کرایسلر داشتند. در طول برنامهٔ کاربری که از اکتبر ۱۹۶۳ تا ژانویه ۱۹۶۶ اجرا شد، زمان اکار عملیاتی بودن خودروها، بر پایهٔ نتایج این برنامه از چهار درصد زودتر به یک درصد کاهش پیدا کرد.
این برنامهٔ کاربری به شناسایی مشکلات گوناگون خودروها منجر شد؛ از جملهٔ این مشکلات می‌توان به اشکال در عملکرد استارت در ارتفاعات بالا، دشواری در تسلط یافتن به روند غیرعادی هشت مرحله‌ای شروع به کار (که برای بعضی از کاربران وارد آمدن صدمه به موتور را در پی داشت)، و شتاب‌گیری نسبتاً کند خودروها اشاره کرد. با این وجود موتورهای توربینی در مقایسه با موتورهای پیستونی همزمان خود به‌طرز قابل توجهی بادوام بودند. بر پایهٔ مصاحبه‌های مصرف‌کننده‌ها، از مزایای موتور توربینی که بارها نیز مورد اشاره قرار گرفته‌بودند، عملکرد نرم و بدون لرزش آن، کاهش نیاز به نگهداری و رسیدگی، و سهولت روشن کردن آن در شرایط مختلف بود؛ متداول‌ترین شکایت‌ها نیز در رابطه با شتاب‌گیری آرام، مصرف سوخت بالاتر از میانگین معمول و سطح نسبتاً بالای سر و صدا بودند. کرایسلر با بررسی شکایت در مورد صدای موتور دریافت که مشخصاً صدای خود توربین خودرو (یادآور موتورهای جت) از سوی حدود ۶۰ درصد از افرادی که در برنامهٔ کاربری شرکت داشتند، مثبت ارزیابی شده‌بود و حدود ۲۰ درصد از کاربران دیگر آن را نپسندیده بودند.
در این خودروها برچسب‌های آشکاری برای هشدار به کاربران در خصوص خودداری از استفاده از سوخت بنزین سرب‌دار وجود داشت؛ اگرچه موتور توربینی می‌توانست با این سوخت نیز کار کند، اما سرب موجود در این سوخت رسوبی را در موتور بر جای می‌گذاشت که به ضعیف شدن آن منجر می‌شد. اگرچه این سوخت تنها سوختی بود که کرایسلر بر عدم استفاده از آن تأکید داشت، اما در عین حال در آن دوران و در طول برنامهٔ کاربری در دسترس‌ترین سوخت موجود بود. معمول‌ترین سوخت‌هایی که توسط شرکت‌کنندگان مورد استفاده قرار گرفتند شامل گازوئیل و نفت گرمایشی خانگی بودند.
۵۰ خودرویی که در اختیار عموم مردم قرار گرفتند، و پیش از پایان یافتن برنامه در ژانویه ۱۹۶۶ توسط ۲۰۳ کاربر مختلف رانده شدند، در مجموع مسافتی بیش از ۱٫۶ میلیون کیلومتر (۱ میلیون مایل) را طی کردند. کاربران در ۱۳۳ شهر مختلف واقع در ۴۸ ایالت اصلی و واشینگتن، دی.سی. زندگی می‌کردند؛ ۱۸۰ نفر از آن‌ها مرد و ۲۳ نفر دیگر زن بودند، سن آن‌ها از ۲۱ سال تا ۷۰ سال بود، و ۶۰ درصد از آن‌ها صاحب یک خودروی کرایسلر بودند.

## میراث

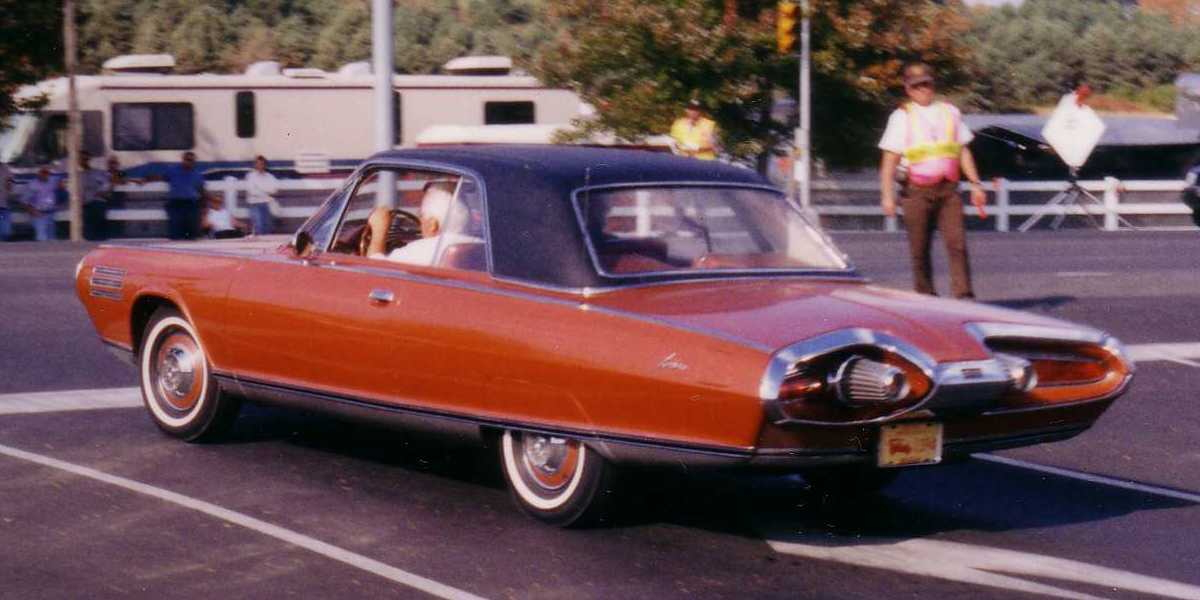
خودروی توربینی کرایسلر در نمایشگاه باشگاه خودروهای عتیقهٔ آمریکا سال ۱۹۹۹ در هرشی، پنسیلوانیا

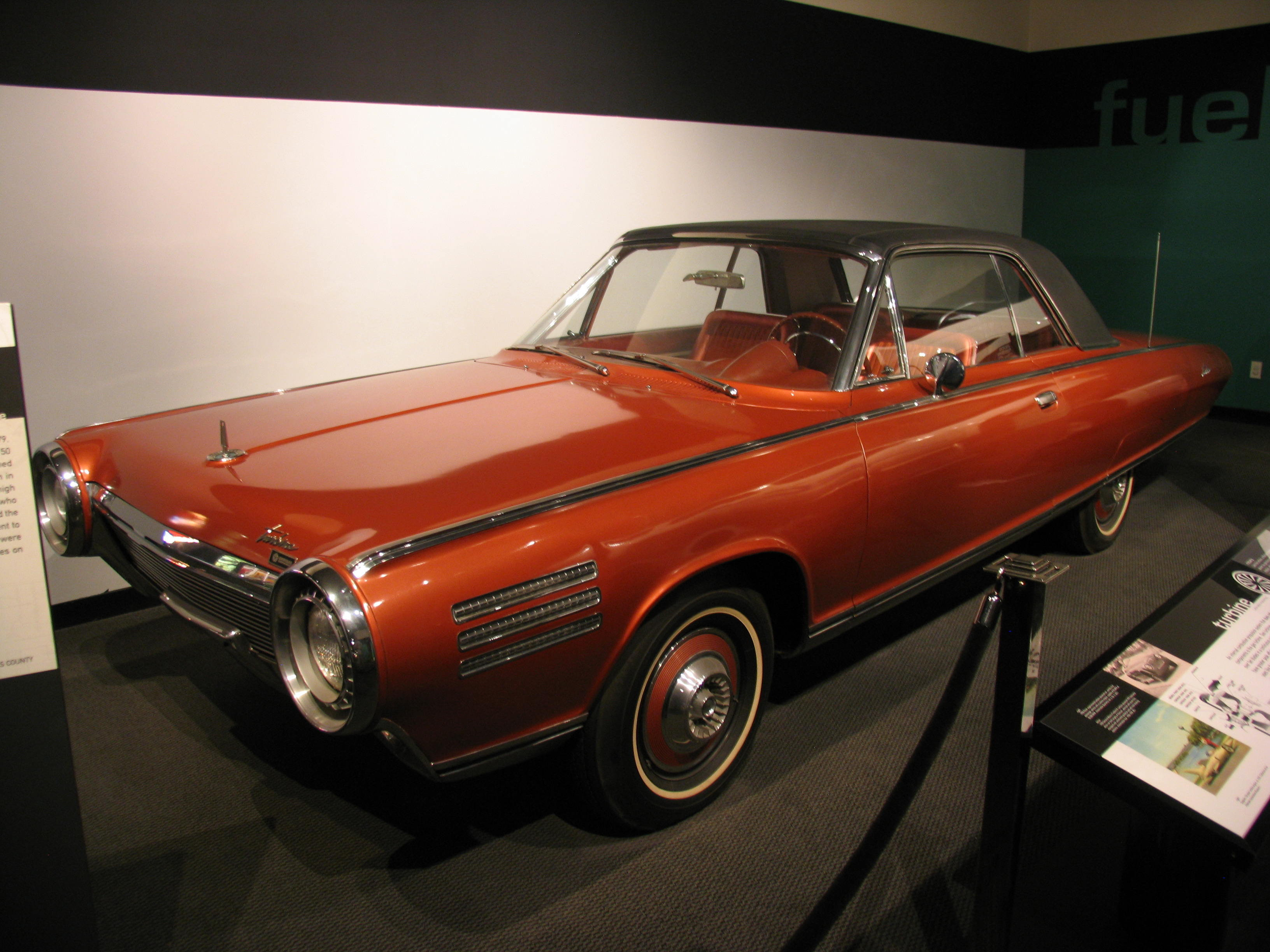
خودروی توربینی کرایسلر در موزه خودروی پیترسن در لس آنجلس

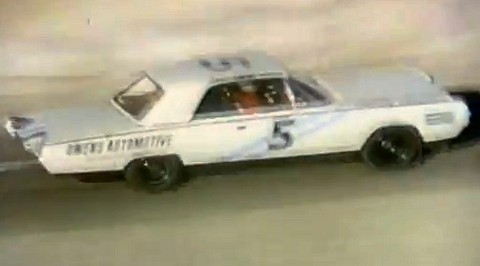
تصویری ثابت از یک خودروی توربینی در فیلم مجموعه پر جنب و جوش محصول سال ۱۹۶۴

در آوریل ۱۹۶۶ هری ئی. چیزبرو اشاره کرد که ۵۰ خودروی آزمایشی بدون در نظر گرفتن اینکه آیا خودروی توربینی کرایسلر به تولید خواهد رسید یا خیر، از جاده‌ها خارج خواهند شد. کرایسلر پس از آنکه برنامهٔ کاربری و دیگر نمایش‌های عمومی را به پایان رساند، ۲۶ دستگاه از این خودروها را نابود کرد. جهل و پنج دستگاه از آن‌ها در یک قبرستان خودرو در جنوب دیترویت سوزانده‌شده و خرد شدند، یک دستگاه دیگر نیز در آزمون‌گاه کرایسلر در چلسی نابود شد. توضیحی که برای این کار به‌طور وسیعی انتشار یافته‌بود این بود که خودروها برای اجتناب از پرداخت تعرفهٔ گمرکی قابل توجه برای بدنه‌های وارداتی گیا نابود شدند؛ اگرچه نویسنده استیو لتو معتقد است که این موضوع «تا حدود زیادی بی‌اعتبار» است. تخریب خودروهای توربینی منطبق بر عرف صنعت خودروسازی مبنی بر عدم فروش خودروهای پیش‌نمونه یا غیر تولیدی به عموم مردم بود. به گفتهٔ لتو تحت تأثیر نگرانی‌های کرایسلر در زمینهٔ روابط عمومی بود: سختی محتمل در حفظ تداوم عملکرد خودروها و ترس از اینکه صاحبان خودروها، پیشرانه‌های توربینی را موتورهای پیستونی جایگزین کنند. در نقل قولی از یکی از مدیران کرایسلر در مجلهٔ لوک آمده‌است: «هدف اصلی ما پژوهش است، و ما نمی‌خواستیم که توربین‌ها سر از مراکز خودروهای کارکرده درآورند.» عمل مشابهی توسط شرکت جنرال موتورز در مورد خودروی ئی‌وی-۱ انجام گرفت و این شرکت در سال ۲۰۰۳ برنامه را متوقف کرد و بیشتر خودروها را نابود کرد.
توسعهٔ موتورهای توربینی توسط کرایسلر از اواخر دههٔ ۱۹۶۰ تا دههٔ ۱۹۷۰ نیز ادامه یافت و به خلق نسل پنجم و ششم این موتورها انجامید. این توربین‌ها علیرغم نتایج اولیهٔ امیدوار کننده و قراردادی به ارزش ۶٫۴ میلیون دلار از سوی سازمان حفاظت از محیط زیست ایالات متحده آمریکا، در نهایت موفق به تطابق با مقررات دولتی آلاینده‌ها نشدند و از مصرف سوخت نسبتاً ضعیفی برخوردار بودند. طبق گفتهٔ چارلز کی. هاید، تلاش‌های این شرکت برای گسترش و تنوع بخشیدن به برنامهٔ توربین ناموفق بود و به «ناچیزتر شدن ذخایر استعداد اجراییِ هم‌اکنون-ناچیز» آن منجر شد. در گزارشی از سوی وزارت بازرگانی ایالات متحده آمریکا در اکتبر ۱۹۶۷ استنتاج شد که موتور توربینی «برای خودروها نامناسب است.» توسعهٔ توربین‌های خودرویی باز هم ادامه یافت، بخشی از این موضوع به این علت بود که گازهای اگزوز توربین‌ها شامل هیدروکربن سوخت نشدهٔ کمتری بودند و غلظت شایر آلاینده‌های آن‌ها نیز کمتر بود. در مارس ۱۹۷۱، شرکت تحقیقات ویلیامز با منابع مالی تأمین‌شده از سوی اداره کل ملی کنترل آلودگی هوا به توسعهٔ یک موتور توربینی ادامه داد. توسعهٔ موتورهای توربینی کرایسلر در طول سال‌های میانی دههٔ ۱۹۷۰ نیز ادامه داشت. با این حال این برنامه در کنار نسل هفتم موتور توربینی در سال ۱۹۷۹ به‌عنوان یکی از الزامات سند ضمانت وام شرکت کرایسلر سال ۱۹۷۹، و همچنین ناتوانی آن در دستیابی به مصرف سوخت کافی متوقف شد. یک خودروی توربینی کرایسلر در فیلم مجموعه پر جنب و جوش محصول سال ۱۹۶۴ با رنگ‌آمیزی سفید و خطوط مسابقهٔ آبی‌رنگ ظاهر شد؛ این خودرو تنها خودروی توربینی بود که به رنگ برنزی رنگ‌آمیزی نشده‌بود.
تنها نه دستگاه از خودروهای توربینی کرایسلر باقی ماندند. دو دستگاه از میان سه دستگاهی که در ابتدا توسط شرکت ابقا شدند، نزد کرایسلر نگه داشته شدند؛ پنج دستگاه در موزه‌هایی در سراسر ایالات متحده در معرض نمایش بوده و دو دستگاه نیز به مالکیت مجموعه‌داران خصوصی درآمدند. کرایسلر یکی از خودروهای خود را در موزهٔ والتر پی. کرایسلر واقع در آوبرن‌هیلز، میشیگان به نمایش گذاشت. پنج خودرویی که برای نمایش در موزه‌ها در نظر گرفته شدند نیز به موزه تاریخی دیترویت، موزه هنری فورد در دیربورن، میشیگان، موزه حمل و نقل در کرک‌وود، میزوری، موزه اتومبیل پیترسن در لس آنجلس و مؤسسه اسمیتسونین در واشینگتن، دی.سی. اهدا شدند. در سال ۲۰۰۵، موزهٔ تاریخی دیترویت خودروی خود که در انبار نگهداری می‌شد را به موزه خودروی گیلمور واقع در هیکوری کورنرز، میشیگان قرض داد. قطعات پروانهٔ موتور هر پنج خودروی اهدا شده به موزه‌ها جهت غیرفعال‌سازی موتورها از روی خودروها حذف شد، اگرچه خودرویی که تحت مالکیت موزهٔ حمل و نقل قرار داشت در دههٔ ۱۹۸۰ بازسازی شد و به شرایط عملیاتی بازگشت تا امکان حضور یافتن در نمایشگاه‌های خودرو برای آن فراهم شود.
دو دستگاه از خودروهای توربینی به تملک مجموعه‌داران خصوصی درآمدند. یکی از آن‌ها توسط فرانک کلپتز از فورت‌وین، ایندیانا خریداری شد؛ این خودرو در اصل پیش از آنکه توسط تام موناگهان، بنیانگذار دومینوز پیتزا خریداری شده و سپس به کلپتز فروخته‌شود، به موزه ملی اتومبیل در رینو، نوادا اهدا شده‌بود. دومین خودرو متعلق به جی لنو، کمدین و مجری تلویزیونی است که یکی از سه خودروی توربینی که در اصل توسط کرایسلر ابقا شده‌بود را در سال ۲۰۰۹ خریداری کرد. خودروی متعلق به لنو در برنامهٔ تلویزیونی خودروهای مردم جیمز می در شبکهٔ بی‌بی‌سی حضور یافت. هر دو خودروی توربینی کرایسلر متعلق به مالک‌های خصوصی در شرایط عملیاتی قرار دارند.

### مکان خودروهای باقی مانده

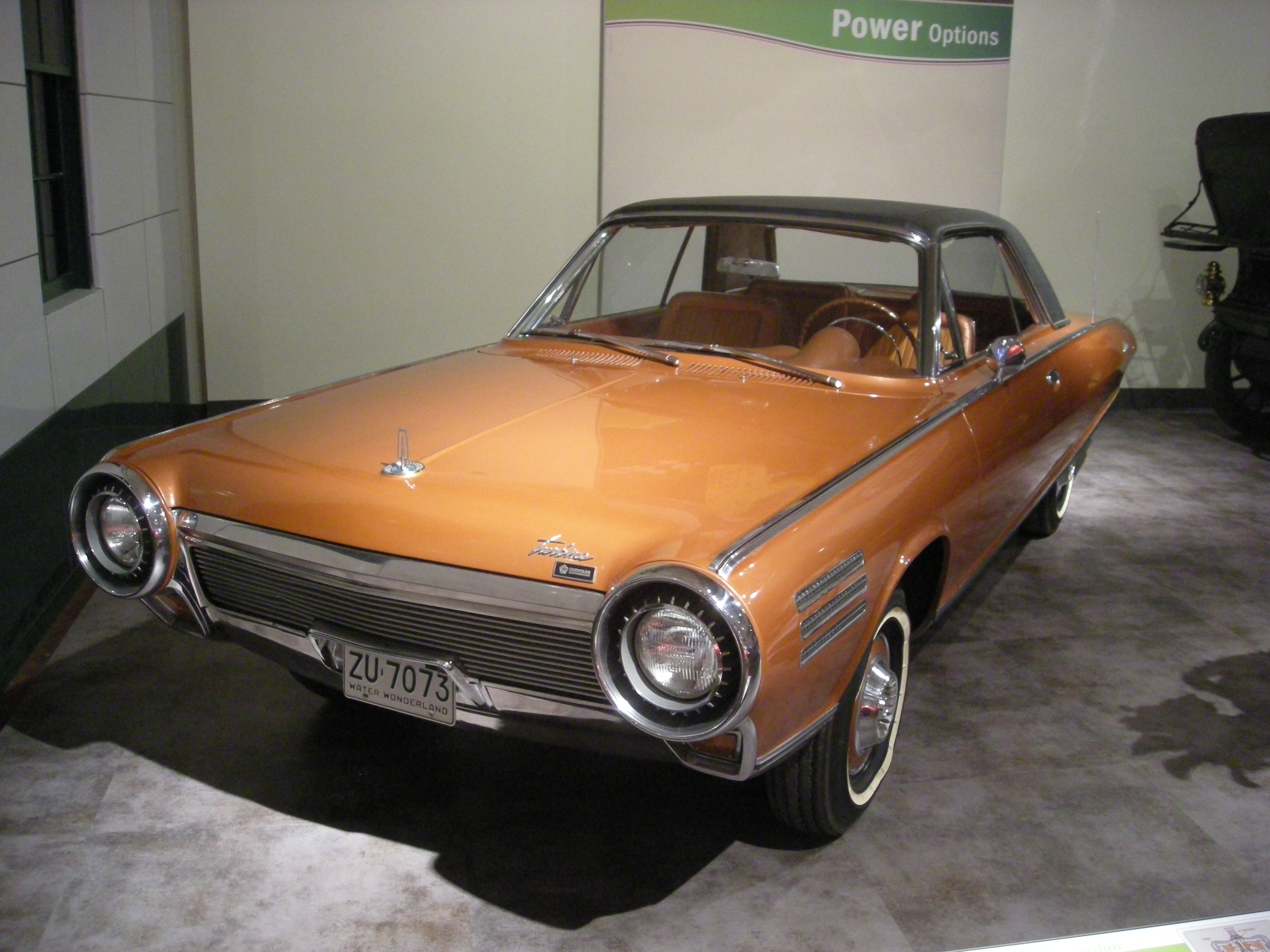
خودروی توربینی کرایسلر در موزه هنری فورد در دیربورن، میشیگان

- #۹۹۱۲۱۱: موزه حمل و نقل، کرک‌وود، میزوری[۶۴]
- #۹۹۱۲۲۵: موزه تاریخی دیترویت، دیترویت، میشیگان[۶۴][۹۴]
- #۹۹۱۲۳۰: موزه والتر پی. کرایسلر، آوبرن‌هیلز، میشیگان[۶۴]
- #۹۹۱۲۳۱: مجموعهٔ خصوصی فرانک کلپتز در ایندیانا[۶۴]
- #۹۹۱۲۳۴: موزه هنری فورد، دیربورن، میشیگان[۶۴]
- #۹۹۱۲۴۲: مجموعهٔ خصوصی جی لنو در کالیفرنیا[۹۰] (سابقاً در موزه والتر پی. کرایسلر، آوبرن‌هیلز، میشیگان[۶۴])
- #۹۹۱۲۴۴: موزه اتومبیل پیترسن، لس آنجلس، کالیفرنیا[۶۴]
- #۹۹۱۲۴۵: مؤسسه اسمیتسونین، واشینگتن، دی.سی.[۶۴]
- #۹۹۱۲۴۷: موزه والتر پی. کرایسلر، آوبرن‌هیلز، میشیگان[۶۴]